# 아라이 요시아키
아라이 요시아키(일본어: 新井 栄聡, 1995년 9월 27일~)는 일본의 축구 선수이다.

## 구단 경력
그는 2018년 J1리그의 시미즈 에스펄스에 입단했다. 2019년 J2리그의 츠바이겐 가나자와로 임대 이적했다. 2020년 시미즈 에스펄스로 복귀했다. 2021년 J2리그의 블라우블리츠 아키타로 이적했다. 2022년까지 15경기에 출전. 2023년 오이타 트리니타로 이적했다. 2024년 8월 J1리그의 FC 마치다 젤비아로 이적했다.